# جون كارلتون
جون كارلتون (بالإنجليزية: John Carlton)‏ (6 يوليو 1866 في أستراليا - 13 أغسطس 1945 بملبورن في أستراليا) هو لاعب كريكت أسترالي. لعب مع فريق فكتوريا للكريكت.

## وصلات خارجية
- جون كارلتون على موقع إي آس بي آن كريك إنفو (الإنجليزية)